# Jules Bernaerts

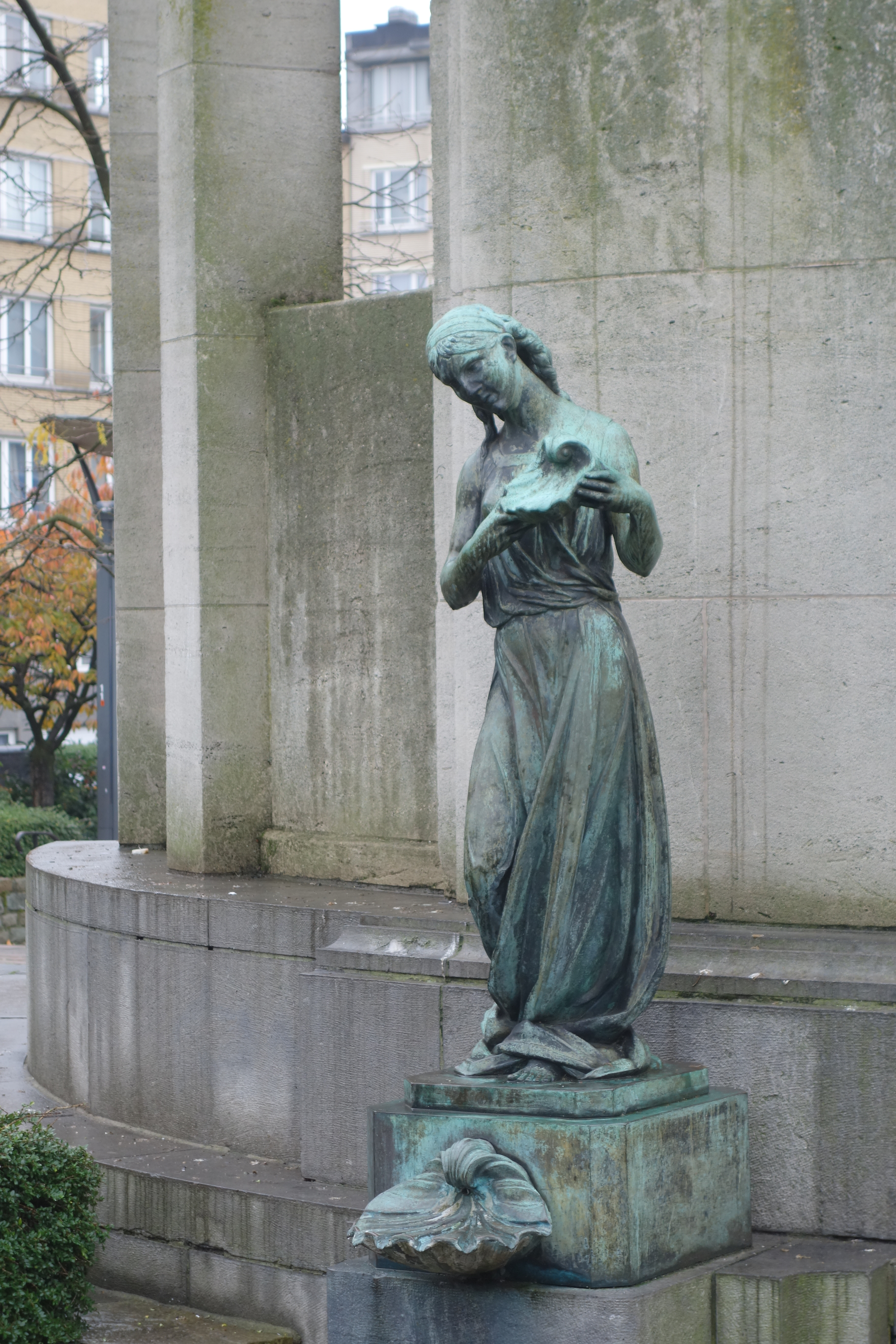
Detail Louis Schmidt Monument (1947), Etterbeek

Pieter Julius (Jules) Bernaerts (Mechelen, 8 maart 1882 – aldaar, 4 december 1957) was een Belgisch beeldhouwer, medailleur en kunstschilder.

## Leven en werk
Jules Bernaerts was een zoon van zadelmakersgast Jan Victor Bernaerts en Johanna Elisabeth Naegels. Hij studeerde aan de Koninklijke Academie voor Schone Kunsten van Brussel, onder leiding van Charles Van der Stappen. Rond 1914 werkte hij in Engeland en Wales, in de jaren 1930 en 1940 in Brussel.
Hij schilderde onder meer portretten en stillevens. Als beeldhouwer maakte hij bustes, christelijk-religieus werk, naakten, penningen, portretten, bas-reliëfs en een aantal monumentale gedenktekens voor de slachtoffers van de Eerste Wereldoorlog. Hij nam tweemaal deel aan de Prix de Rome voor beeldhouwkunst (1906, 1912) en aan de voorrondes van de Prijs voor schilderkunst (1907, 1910). In 1936 nam Bernaerts deel aan de beeldhouwkunstwedstrijden op de Olympische Zomerspelen in Berlijn. De andere Belgische deelnemers waren Jean Boedts, Jean Collard, Alphonse De Cuyper, Godefroid Devreese, Léandre Grandmoulin, Jules Heyndrickx, Fons Huylebroeck, Maurice Jansegers, Willy Kreitz, Frans Lamberechts, Charles Samuel, Louis Van Cutsem, Georges Vandevoorde, Marcel Van de Perre en Paul Wissaert. Hij toonde zijn werk verder onder andere tijdens de driejaarlijkse tentoonstellingen in Brussel (1903) en Antwerpen (1904, 1926, 1930), bij een tentoonstelling van de Brusselse Cercle Artistique et Littéraire (1936) en de salon in Gent (1946).
Jules Bernaerts overleed op 75-jarige leeftijd. Zijn weduwe liet een legaat na aan de Koninklijke Academie, waarmee de Prijs Jules Bernaerts werd ingesteld. De prijs wordt tweejaarlijks uitgereikt aan academiestudenten in schilderkunst, grafiek of beeldhouwen.

## Enkele werken
- 1920 Hun woord was een daad, oorlogsmonument op de hoek Alfons Dierckxstraat/Nieuwstraat in Balen. Werd in 1920 opgericht op de Markt, in 1955 verplaatst naar de huidige locatie.
- 1920 Gesneuveld voor hun vaderland, oorlogsmonument op het Henri Verstappenplein in Diest. Architect Pol Berger.
- 1922 Aan onze wapenbroeders voor recht en vryheid gevallen, oorlogsmonument op het Koning Albertplein in De Panne. Gegoten bij de Fonderie Nationale des Bronzes.
- 1934 Tot verheerlijking van Fransche Marine soldaten, monument voor de Fusiliers Marins aan het Gemeenteplein in Melle. Architect W. van Hove.
- 1935 beeld voor de Kiosk der Seizoenen op de wereldtentoonstelling van 1935 in Brussel.[4]
- 1947 monument voor burgemeester Louis Schmidt op het Koning Overwinnaarplein in Etterbeek. Architect Henri Derée.

## Fotogalerij

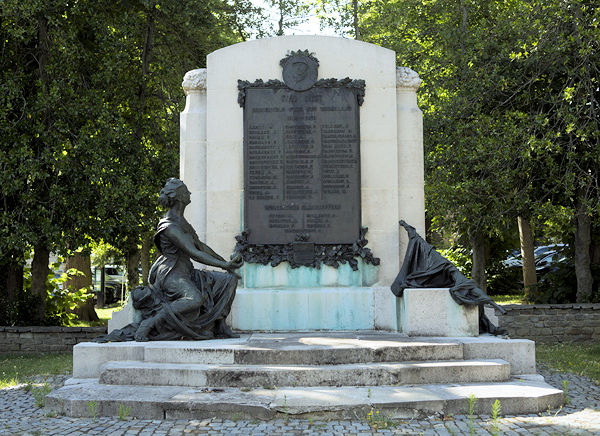
oorlogsmonument (1920), Diest
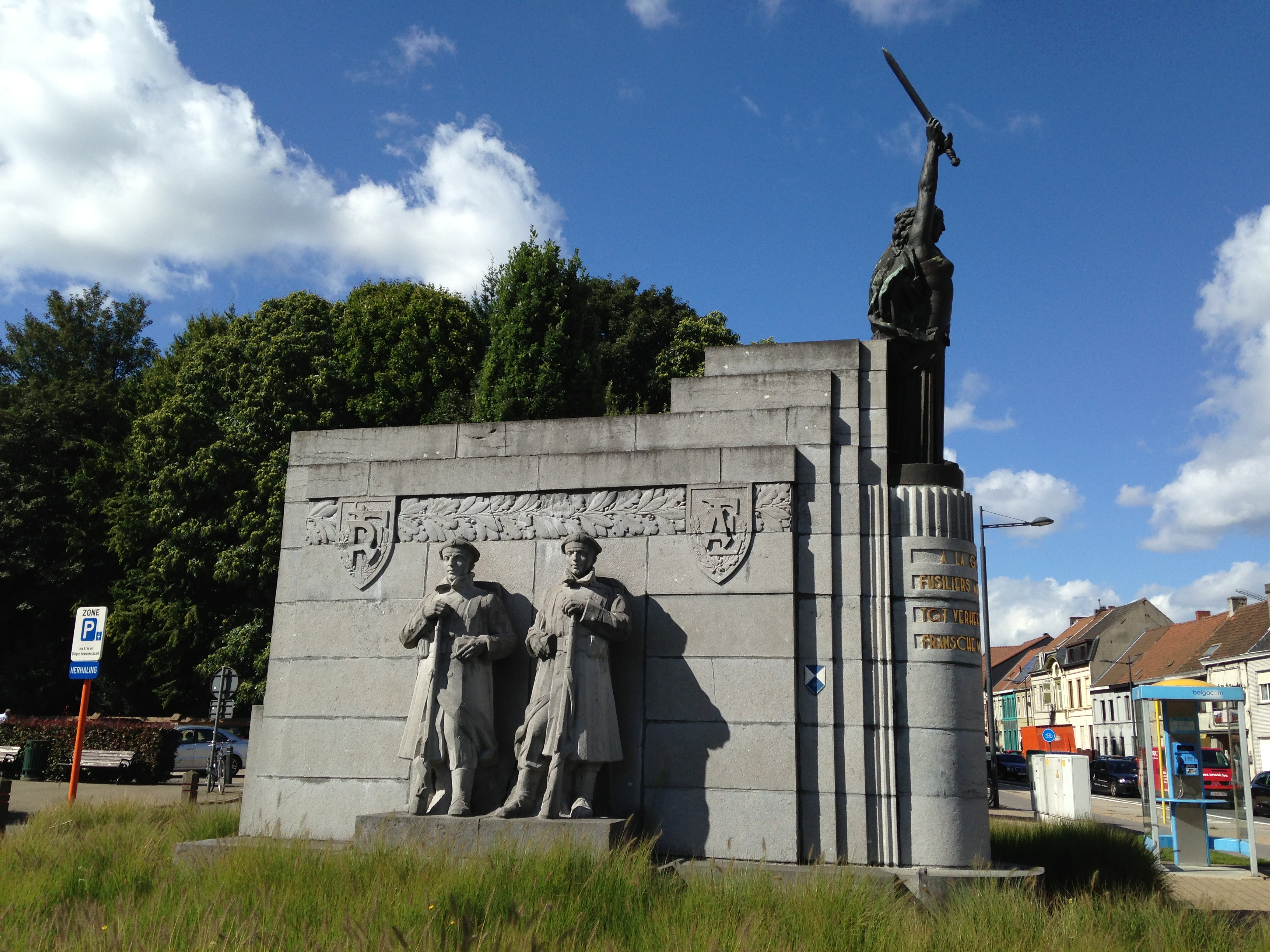
monument voor de Fusiliers Marins (1934), Melle
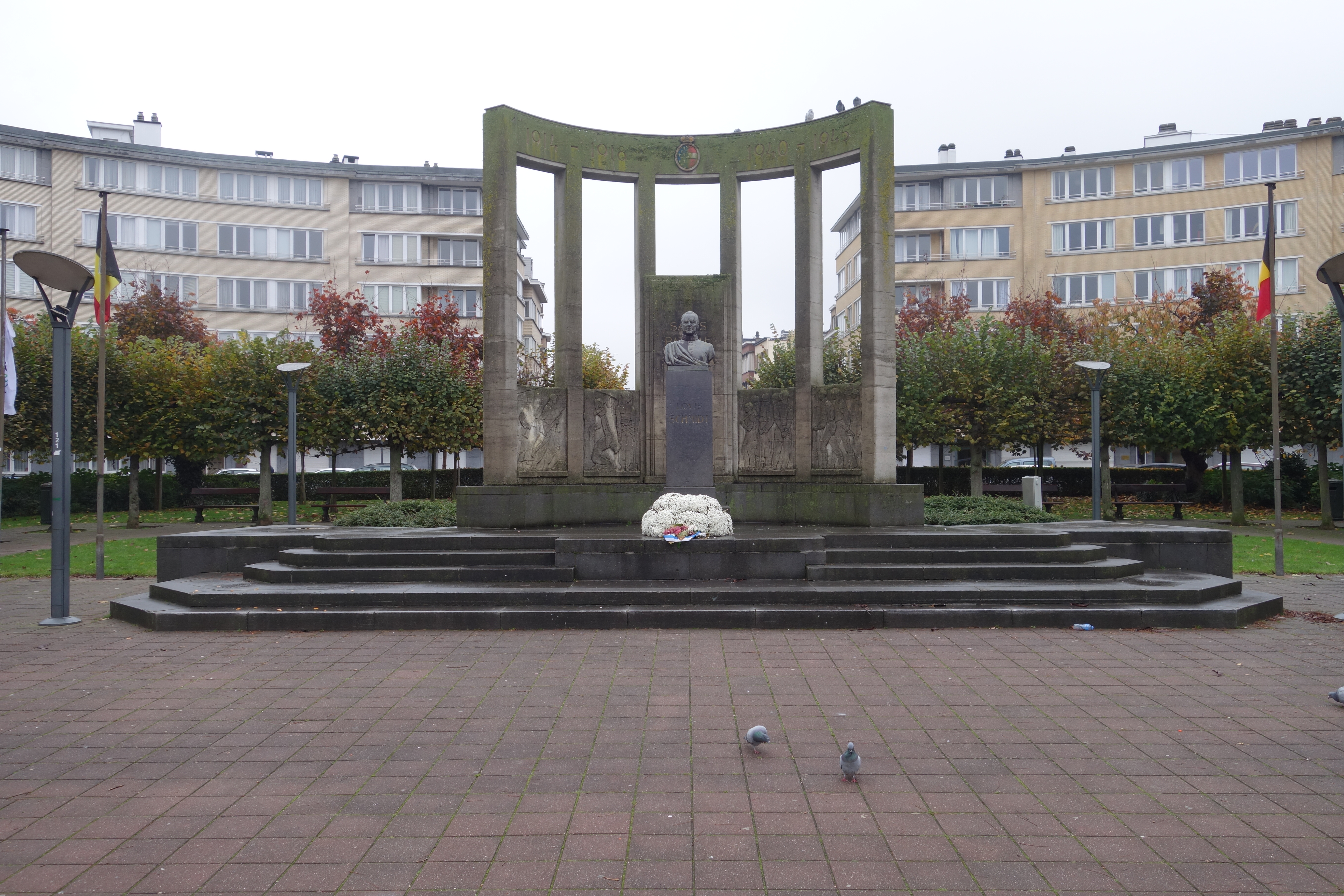
Louis Schmidt Monument (1947), Etterbeek.

- RKD-Nederlands Instituut voor Kunstgeschiedenis: 7425